# درخت چوب‌پنبه‌ای شنزار
درخت چوب‌پنبه‌ای شنزار (نام علمی: Commiphora angolensis) نام یک گونه از سرده کومیفورا است.